# Szykana (budownictwo)

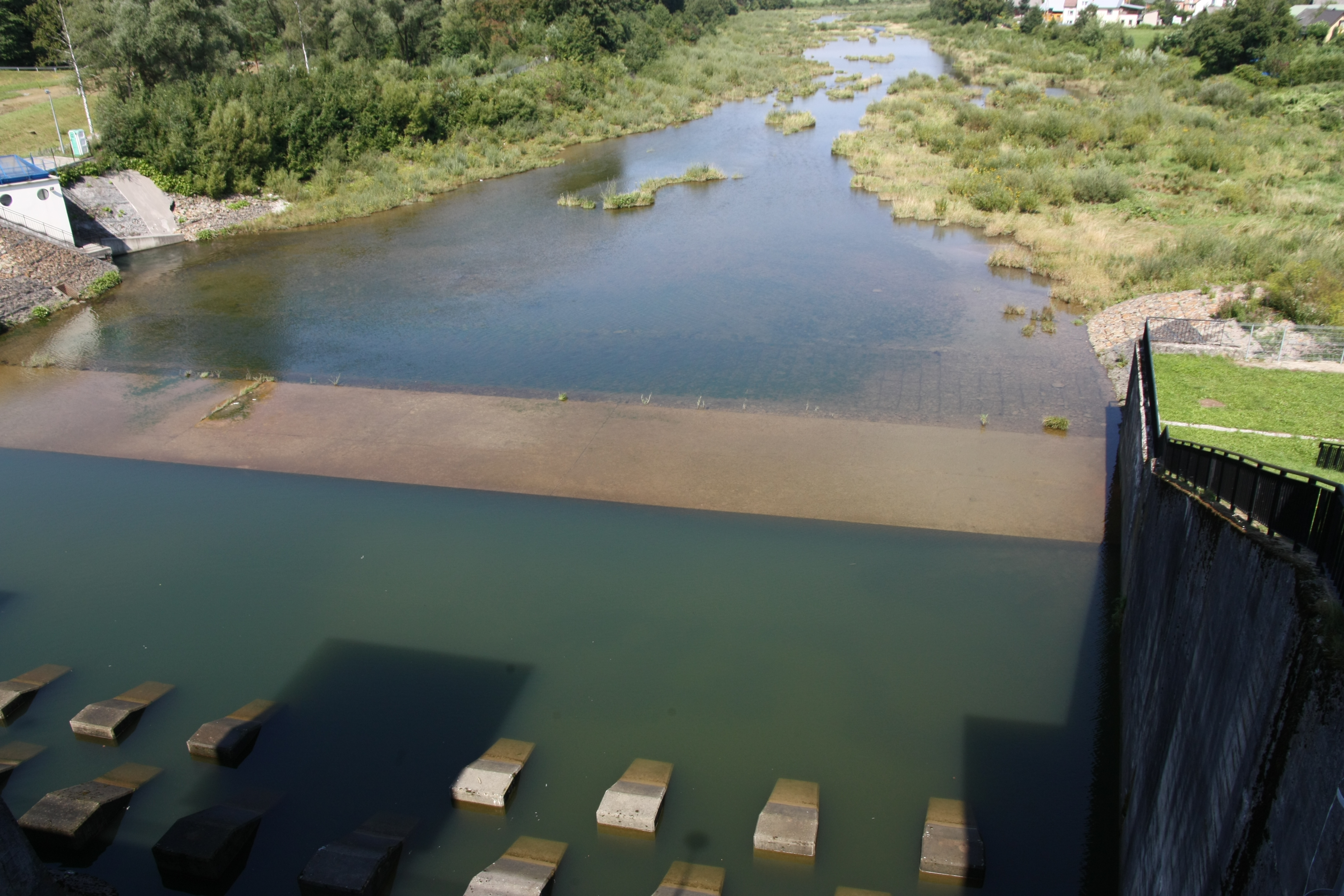
Zapora w Myczkowcach – szykany widoczne w dolnej części zdjęcia

Szykana – budowla hydrotechniczna w postaci betonowych bloków ustawionych mijankowo w kilku rzędach, poniżej zapory wodnej lub przeciwrumowiskowej.
Szykany mają za zadanie wytracić energię wody spadającej z części przelewowej zapory. Energia ta, w przypadku jej zachowania, mogłaby mieć znaczne działanie niszczące na koryto rzeki poniżej zapory. 